# Тэйер, Джон Милтон
Джон Милтон Тэйер (англ. John Milton Thayer; 24 января 1820 года, Беллингхем, Массачусетс, США — 19 марта 1906 года, Линкольн, Небраска, США) — американский политик, 2-й территории Вайоминг и 6-й губернатор Небраски, 1-й Сенатор США от Небраски. Бригадный генерал Армии Союза.

## Биография
Тэйер родился в Беллингхеме, штат Массачусетс. Получил образование в сельской школе. В 1841 году окончил Брауновский университет и начал работать юристом в Вустере. 27 декабря 1842 года женился на Мэри Торри Аллен; у них родилось шестеро детей. Был редактором журналов Worcester Magazine и Historical Journal. Служил лейтенантом в местной роте милиции, прежде чем решил переехать с семьёй на Запад.
Прибыв в 1854 году в Небраску, он начал активно участвовать в политике, а также стал владельцем большой фермы недалеко от Омахи. В 1855 году был назначен генерал-майором местной милиции. В июне того же года, по указанию исполняющего обязанности губернатора территории Небраска Томаса Барни Каминга, Тэйер провёл переговоры с вождями пауни близ современной Лешары. Лидером вождей был Питалешаро. Индейцы провели серию рейдов на американских поселенцев, и Тэйер намеревался успокоить ситуацию. Тем не менее, в течение 1850-х годов генерал приобрел репутацию борца с индейцами, а кульминацией его взаимоотношений с коренными жителями стала война с пауни в 1859 году.
Тэйер был делегатом Конституционного съезда штата в 1860 году, который образовал Республиканскую партию на территории Небраска. В 1860 году он был избран в легислатуру территории Небраска. В течение своего срока, он предложил законопроект об отмене рабства на территории Небраски.
С началом Гражданской войны Тэйер написал письмо военному министру Саймону Кэмерону с просьбой разрешить ему собрать в Небраске полк в ответ на призыв президента Авраама Линкольна к набору добровольцев. В июне 1861 года оставил свой пост в легислатуре и стал полковником 1-го Небраскского пехотного полка. Провёл всю войну, сражаясь на Западном театре военных действий. Со своим полком сражался в рядах бригады под командованием Лью Уоллеса в сражении за форт Донелсон, сражении при Шайло и осаде Коринта. В октябре 1862 года был произведён в бригадные генерала и возглавил бригаду в 15-м корпусе. Участвовал в сражении на протоке Чикасоу и сражении за форт Хиндман, а также в осаде Виксберга. 
Затем Тэйер был назначен в кавалерию и командовал Округом Фронтира со штаб-квартирой в Форт-Смите, штат Арканзас. Он участвовал в Камденской экспедиции и других действиях в регионе, в том числе в сражении при Прейри-Д’Ане. Командовал арьергардом войск Фредерика Стила в сражении при Дженкинс-Ферри, более четырёх часов удерживая наступление войск Стерлинга Прайса, прежде чем вынудить того отступить. Действия Тэйера позволили Стилу успешно вывести свою армию в безопасное место.
В феврале 1865 года Тайер был освобождён от командования Форт-Смитом и отправлен на меньший пост в Сент-Чарлз, где возглавил полк канзасской кавалерии и артиллерийскую батарею. Однако, с широкомасштабным повышением в конце войны ведущих генералов в звании, и в 1865 году был временно произведён в генерал-майоры. Кроме действий на фронте, также помогал в освобождении рабов: его дом в Линкольне был подключён к сети подземных железных дорог.
После окончания войны войны был делегатом Конституционного съезда штата 1866 года. После вступления Небраски в Союз в качестве штата он был избран одним из двух первых сенаторов. В 1871 году покинул Вашингтон, когда ему не удалось добиться переизбрания. В феврале 1875 года президент Улисс Грант назначил Тэйера губернатором территории Вайоминг; в должность вступил 1 марта 1875 года. 29 мая 1878 года покинул пост и вернулся в Линкольн, чтобы возобновить свою юридическую практику. 
В 1886 году Тайер выдвинул свою кандидатуру на пост губернатора штата от Республиканской партии и был избран. Занимал пост два полных срока, с 1886 по 1890 год. Баллотировался на третий срок, но проиграл Джеймсу Эвдарду Бойду. Оспорил результаты выборов и оставался на посту до 8 февраля 1892 года, пока Бойд не был признан победителем. После этого Тэйер отошёл от общественной жизни, чтобы заняться литературой. 
Умер 19 марта 1906 года. Округ Тэйер в Небраске назван в его честь. Бюст Тайера установлен на территории Виксбургского национального военного парка в Миссисипи. В мае 1915 года в Виксбергском национальном военном парке был установлен бюст генерала.